# Замахшар
Замахша́р (Земахшар, Змухшир, араб. زمخشر‎) или турк.Ызмыкши́р (Измыкшир, Измукшир, туркм. Yzmykşir) — исчезнувший античный и средневековый город Туркменистана, городище которого располагается на территории Гёроглынского этрапа Дашогузского велаята. В прошлом был частью Хорезма.

## История
Замахшар существовал ещё в III веке до н. э. В первые века нашей эры он стал одним из крупнейших населённых пунктов этого региона. Замахшар был из числа селений, расположенных на торговых путях и в районах естественно орошаемых предгорий. Торговый путь из Месопотамии шёл через Нису, Каракумы и Замахшар в Гургандж, где сходилось несколько дорог, которые затем через Устюрт следовали к Волге и дальше к правому побережью Чёрного моря. Городок был одним из центров производства керамики в период расцвета поливной керамики в Средней Азии в X веке. Период наивысшего расцвета Замахшара пришёлся на IX—X века.
Согласно сведениям аль-Мукаддаси (X век), в Средние века Замахшар представлял собой маленький город (гораздо меньше Кята, Гурганджа и др. городов в регионе). Ибн Баттута (XIV век) писал, что это селение расположено в 4 милях от Гурганджа. Замахшар был в числе городов Хорезма, которые разорил в 1315 году чингизид Баба-огул (потомок брата Чингисхана Джочи-Хасара). После XIV века город не упоминается в письменных источниках.
Аль-Мукаддаси писал о Замахшаре:

Замахшар — небольшое (селение), в нём стены, ров, тюрьма, ворота, покрытые железом, и мосты, поднимающиеся на каждую ночь. Большая дорога пересекает город. Соборная мечеть красива, (она находится) на краю рынка.
Оригинальный текст (ар.)زمخشر: صغيرة عليها حصن و خندق و محبس و أبواب محددة و الجسور ترفع كل ليلة و الجادة تشق البلد، و الجامع ظريف بطرف السوق.
— «Ахсан ат-такасим фи марифат ал-акалим»

## Руины

Ruins of Izmykhshir with Mausoleum of Mahmud Az-Zamakhshari. photo: https://www.facebook.com/photo.php?fbid=10159763478655320&set=pb.653885319.-2207520000&type=3

Руины крепости Замахшара расположены в 26 км к западу от города Гёроглы  Дашогузского велаята Туркменистана. Неподалёку от руин находятся сёла Гёрелде (0,5 км к югу) и Ызмыкшир (1,2 км к западу). Эти развалины упоминал в труде «От Змукшира до колодцев Орта-кую» царский генерал М. Д. Скобелев, который 4—11 августа 1873 года провёл в этом краю рекогносцировку. Руины были обследованы в 1934 году экспедицией М. В. Воеводского, в 1936 году экспедицией Я. Г. Гулямова и в 1938 году экспедицией С. П. Толстова.
До наших дней сохранились лишь некоторые участки крепостных стен и ворота из сырцового кирпича. Общая длина стен составляет 1500 м. Глубина рва, окружающего крепость, доходит до 16 м, ширина — до 15 м.